# Siler City
Siler City – miasto w Stanach Zjednoczonych, w stanie Karolina Północna, w hrabstwie Chatham.